# Gau-Odernheim

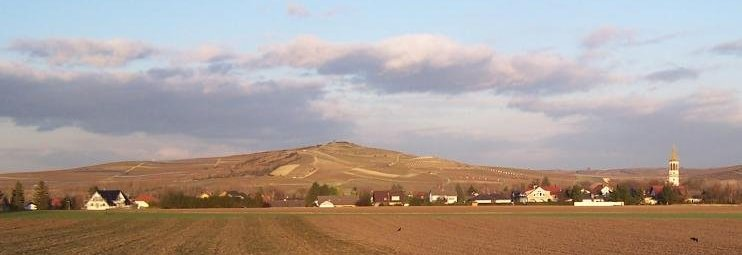
Gau-Odernheim mit Petersberg im Hintergrund

Gau-Odernheim (bis 1896 Odernheim) ist eine rheinhessische Ortsgemeinde im Landkreis Alzey-Worms in Rheinland-Pfalz. Sie gehört der Verbandsgemeinde Alzey-Land an. Gau-Odernheim ist gemäß Landesplanung als Grundzentrum ausgewiesen.
Im späten Mittelalter und in der frühen Neuzeit war Odernheim zunächst eine selbstständige, später eine verpfändete Reichsstadt im Heiligen Römischen Reich. Ein Umstand der in die Gestaltung des Ortswappens Eingang gefunden hat.

## Geographie

### Geographische Lage
Die Ortschaft liegt an dem kleinen Fluss Selz, der sich hier am Petersberg entlangschlängelt. Die nächsten Städte sind Alzey (8 km südwestlich), mit den für den Ort zuständigen Verwaltungssitzen (Landkreis- und Verbandsgemeinde-Verwaltung) und Wörrstadt (12 km nördlich). Die Landeshauptstadt Mainz in 30 km Entfernung ist leicht über die Autobahn 63 zu erreichen. Als bedeutende Weinbaugemeinde liegt Gau-Odernheim im größten Weinbau treibenden Landkreis Deutschlands und mitten im Weinanbaugebiet Rheinhessen. Wegen der Nähe zum Rhein-Main-Gebiet ist die Ortschaft Zuzugsgemeinde und hat daher viele Neubaugebiete und Neubürger.

### Nachbargemeinden
- Bechtolsheim
- Biebelnheim
- Framersheim
- Hillesheim
- Dittelsheim-Heßloch

### Gemeindegliederung
Ortskern Gau-Odernheim und der Ortsteil Gau-Köngernheim. Zum Ortsteil Gau-Odernheim gehören auch die Wohnplätze Felsenkeller, Haus Weinheimer und Westerschoß.

## Geschichte

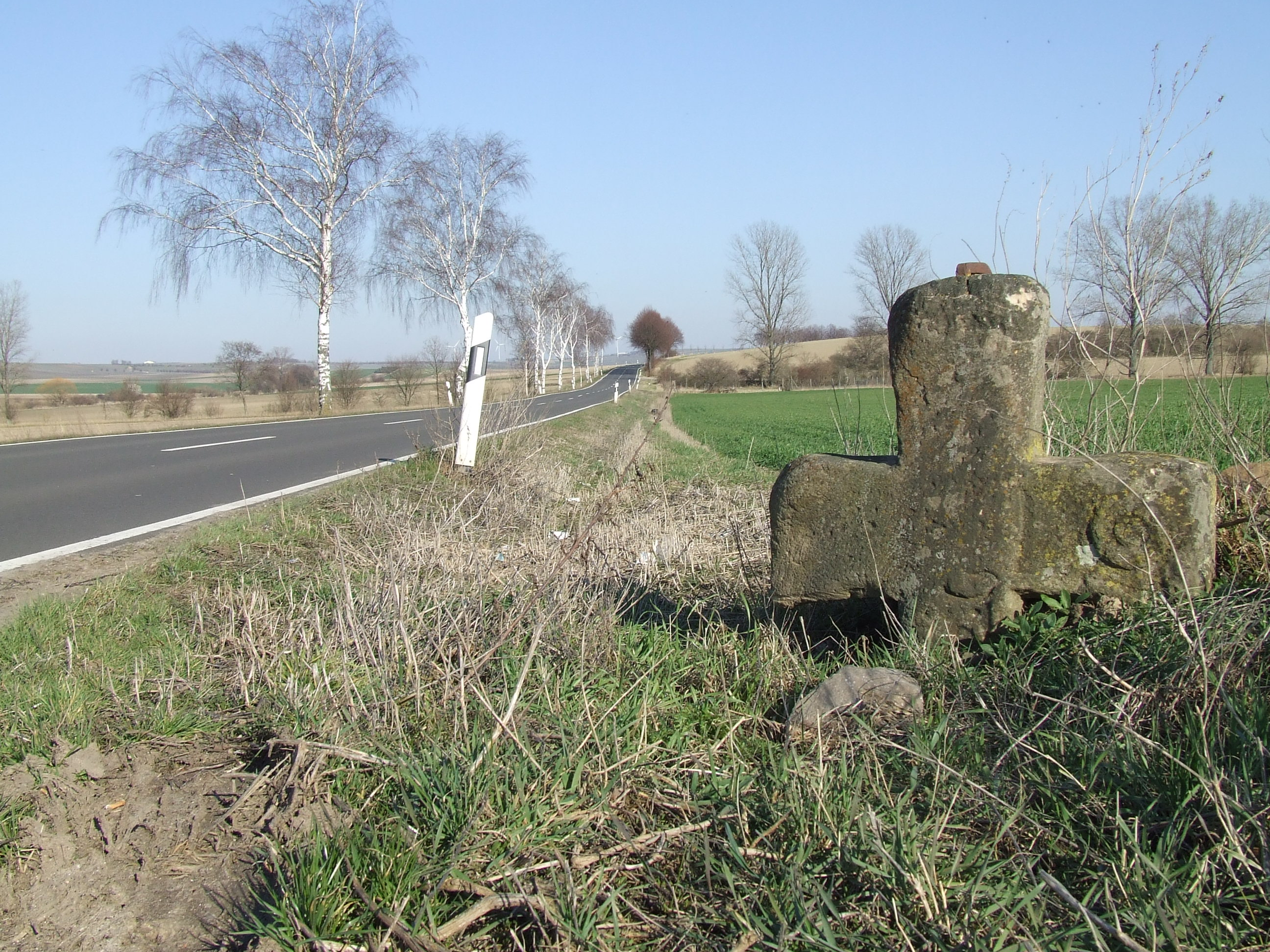
Ottenkreuz an der Deutschen Alleenstraße Richtung Hillesheim.

### Mittelalter
Der Ortsname auf „-heim“ gehört zu einem Ortsnamentypus, der zu Beginn des Frühmittelalters häufig gewählt wurde. Die schriftliche Überlieferung setzt Mitte des 9. Jahrhunderts ein anlässlich der Überführung der Reliquien des hl. Rufus von Metz nach Odernheim. Ab dem 10. Jahrhundert bestand auf dem Petersberg die Kirche St. Peter. Bis 1187 war das Dorf im Besitz der Bischöfe von Metz. Auf diese Zeit geht auch der Weinbau an den Südhängen des Petersbergs zurück. Von 1187 bis 1282 war der Ort im Besitz der Herren von Bolanden. Im Jahre 1268 wurde der Besitz der Herren von Bolanden zwischen dem Donnersberg und dem Rhein geteilt.
Unter den Nachkommen brach später eine offene Fehde aus, einer der Beteiligten verlor hier sein Leben. An der Stelle des Kampfes, an der Grenze des geteilten Landes, so die Sage, wurde ein Sühnekreuz aufgestellt. Später geriet das Ottenkreuz in Vergessenheit. Es war unter Erde, Büschen und Dornenhecken verschwunden, wurde lange Zeit gesucht und schließlich wieder freigelegt. Bis 2008 war es auf der rechten Seite der Straße von Gau-Odernheim nach Hillesheim zu besichtigen. Ein Duplikat mit Hinweisschild weist auf das sichergestellte Original hin.
Nach mehrmaligen Versuchen das Ottenkreuz zu stehlen, wurde es 2008 durch die „Rentnerbande Gau-Odernheim“ sichergestellt und war von 2013 bis 2022 im linken Seitenteil der Aussegnungshalle des Friedhofs von Gau-Odernheim unter Schutz gestellt. Das Ottenkreuz hat nun im Außenbereich des Heimatmuseums „Am Alten Schloss“ des Geschichtsvereins Gau-Odernheim und Umgebung e. V. einen angemessenen Standort erhalten.
König Rudolf von Habsburg kaufte Odernheim 1282 von den Herren von Bolanden und verlieh dem Ort am 16. April 1286 reichsstädtische Freiheiten. 1315 wurde der Ort an Kurmainz und 1407 bleibend an Kurpfalz verpfändet. In der kurpfälzischen Zeit gehörte Odernheim als Amtsstädtchen bis 1797 zum Oberamt Alzey. Das Kloster Otterberg besaß im Ort ein Gut.
Der für seine spätgotischen Kirchenmöbel bekannte Meister Erhart Falckener wohnte laut einer Werksignatur von 1510 in Odernheim. Es wird vermutet, dass er und seine Gesellen hier reichlich Arbeit gefunden hatten, weil am 1. August 1479 das ganze Dorf bis auf sechs Häuser niedergebrannt war.

### Neuzeit
Seit 1521 hatten die Herren Sturmfeder von Oppenweiler die Ortsherrschaft über Odernheim, die ihnen aus dem Erbe des Eberhard Vetzer von Geispitzheim zugefallen war. Am Ende des Alten Reichs war der Ort Bestandteil der Kurpfalz.
Nach der Einnahme des linken Rheinufers durch französische Revolutionstruppen wurde die Region 1793 von Frankreich annektiert.
Verzögert durch die Koalitionskriege wurde die Annexion erst nach 1797 konsolidiert und Gau-Odernheim gehörte von 1798 bis 1814 zum Kanton Alzey im Departement Donnersberg. Gerichtlich war im Bereich des Kantons für die Zivilgerichtsbarkeit das Friedensgericht Alzey zuständig, für die Angelegenheiten der freiwilligen Gerichtsbarkeit im übrigen Notariate.
Aufgrund von 1815 auf dem Wiener Kongress getroffenen Vereinbarungen und eines 1816 zwischen dem Großherzogtum Hessen, Österreich und Preußen geschlossenen Staatsvertrags kam Rheinhessen, und damit auch die Gemeinde Gau-Odernheim, zum Großherzogtum Hessen, das das neu erworbene Gebiet als Provinz Rheinhessen organisierte. Nach der Auflösung der Kantone in der Provinz kam der Ort 1835 zum neu errichteten Kreis Alzey, zu dem er bis 1969 gehörte.
Die Stadtbefestigung wurde zwischen 1826 und 1828 abgebrochen. Ein neuer jüdischer Friedhof wurde Richtung Bechtolsheim auf einer Anhöhe zum Petersberg 1848 angelegt.
Das für Gau-Odernheim zuständige Friedensgericht Alzey wurde 1879 aufgelöst und durch das Amtsgericht Alzey ersetzt.
Während des Baus der Bahnstrecke Bodenheim–Alzey wurde Odernheim 1896 in Gau-Odernheim umbenannt, um Verwechslungen mit Odernheim am Glan zu vermeiden. Gleichzeitig wurde Köngernheim in Gau-Köngernheim umbenannt.

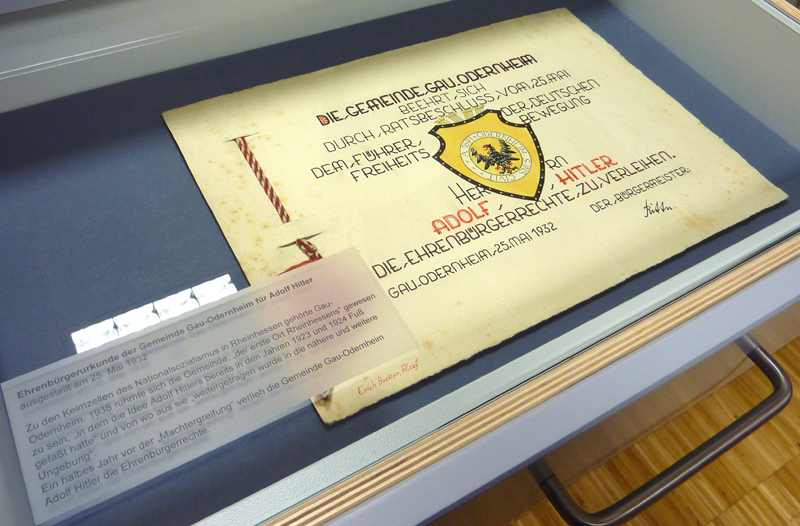
Ehrenurkunde für Hitler von Ritter unterzeichnet

Gau-Odernheim gehörte zu den Hochburgen des Nationalsozialismus in Rheinhessen. Zu nennen sind Karl Schilling der  zwischen 1920 und 1937 eine Landarzt-Praxis betrieb und der im Nachbarort ebenfalls praktizierende Arzt Reinhold Daum. Sowie der seit 1929 im Bürgermeisteramt befindliche Heinrich Ritter von der NSDAP. 1938 rühmte sich die Gemeinde, „der erste Ort in Rheinhessen gewesen zu sein, in dem die Idee Adolf Hitlers bereits in den Jahren 1923 und 1924 Fuß gefaßt hatte und von wo aus sie weitergetragen wurde in die nähere und weitere Umgebung“. Unter dem NSDAP-Bürgermeister Heinrich Ritter verlieh die Gemeinde am 25. Mai 1932 die Ehrenbürgerrechte an Adolf Hitler. Laut Satzung erlischt die Ehrenbürgerschaft automatisch mit dem Tod. Der Gemeinderat hat am 1. August 2007 dann aber nochmals offiziell und einstimmig die Ehrenbürgerschaft aberkannt.
Nach dem Zweiten Weltkrieg gehörte die Gemeinde zur französischen Besatzungszone und wurde 1946 Teil des neu gebildeten Landes Rheinland-Pfalz.

### Eingemeindungen
Seit dem 7. Juni 1969 gehört der Ortsteil Gau-Köngernheim zur Ortsgemeinde.

## Politik

### Gemeinderat
Der Gemeinderat in Gau-Odernheim besteht aus 20 Ratsmitgliedern, die bei der Kommunalwahl am 9. Juni 2024 in einer personalisierten Verhältniswahl gewählt wurden, und dem ehrenamtlichen Ortsbürgermeister als Vorsitzendem.
Die Sitzverteilung im Gemeinderat:
| Wahl | SPD | CDU | FWG | Gesamt   |
| ---- | --- | --- | --- | -------- |
| 2024 | 9   | 4   | 7   | 20 Sitze |
| 2019 | 11  | 4   | 5   | 20 Sitze |
| 2014 | 12  | 4   | 4   | 20 Sitze |
| 2009 | 12  | –   | 8   | 20 Sitze |
| 2004 | 11  | 4   | 5   | 20 Sitze |

### Ortsbürgermeister
- Jakob Keller, 1798–1823
- Heinrich Schneider, 1825–1837
- Michel Brand, 1837–1851
- Jacob Weber, 1851–1871
- Wilhelm Brand, 1871–1898
- Edmund Diehl (Nationalliberale Partei) 1898–1923
- Karl Brand, 1924–1929
- Heinrich Ritter (NSDAP) 1929–1933
- Georg Becker 1933–1935
- Johann Kraus, 1936–1943
- Chr. Einsfeld, 1943–1945 (geschäftsführend)
- Karl Brückner, April bis November 1945
- Georg Eckel, 1945–1948
- Heinrich Mildenberger (SPD), 1948–1972
- Friedrich Wörner (SPD), 1946–1969 (Bürgermeister Gau-Köngernheim, heute Ortsteil von Gau-Odernheim)
- Wilhelm Beck (SPD), 1972–1984
- Karlheinz Merker (SPD), 1984–2004, Ehrenbürger der Gemeinde Gau-Odernheim
- Bernd Westphal (SPD), 2004 bis zu seinem Tod am 9. Juni 2013[18]
- Heiner Illing (SPD), seit dem 11. Oktober 2013[19] (zuvor kommissarisch als 1. Beigeordneter). Illing setzte sich bei der Direktwahl am 22. September 2013 durch.[20] Bei den Kommunalwahlen am 25. Mai 2014,[21] 26. Mai 2019[22] und 9. Juni 2024 wurde er jeweils für weitere fünf Jahre in seinem Amt bestätigt. Bei der Direktwahl 2024 erreichte er dabei als einziger Bewerber einen Stimmenanteil von 71,1 %.[23]

### Partnerschaften
Die Partnerschaft mit Pulnoy bei Nancy im französischen Département Meurthe-et-Moselle wurde am 12. Juli 1982 offiziell besiegelt, die freundschaftlichen Verbindungen bestehen bereits seit 1980.

### Wappen, Flagge und Banner
| Banner, Wappen und Hissflagge |  |
|                               |  |
|                               |  |

| | Blasonierung: „In Gold (Gelb) ein rot gekrönter Königskopf mit langem silbernen (weißen) Haar, an den Schultern angesetzt zwei schwarze Adlerflügel.“ |
| Wappenbegründung: Das vom rheinland-pfälzischen Innenministerium 1961 verliehene Wappen ist vom ersten Siegel nach Verleihung der Reichsfreiheit aus dem Jahre 1286 abgeleitet, welches bereits den geflügelten Königskopf zeigte. | |

Flagge und Banner sind im Verhältnis 1:4:1 gelb-rot-gelb quer- bzw. längsgestreift mit dem aufgelegten Wappen in bzw. oberhalb der Mitte.

## Kultur und Sehenswürdigkeiten

### Bauwerke
- Das Stadtschreiberhaus ist eines der schönsten und am besten erhaltenen Fachwerkhäuser im alten Ortskern Gau-Odernheims.
- Die gotische Simultankirche Gau-Odernheim ist in der Mitte mit einer Mauer in einen katholischen und einen evangelischen Teil getrennt. Die evangelische Gemeinde benutzt das Hauptschiff der Kirche und die Katholiken halten ihre Gottesdienste im Chor. Der katholische Teil heißt „St. Rufus Kirche“ (nach Rufus von Metz), der evangelische „ehemalige Stadtkirche“.
- Das Gasthaus „Zur Krone“ ist ebenfalls ein gut erhaltenes Fachwerkhaus. Es schmückt den Gau-Odernheimer Untermarkt. Es war noch bis vor wenigen Jahren möglich hier Fremdenzimmer zu buchen. Die Zeiten, da es ein wirkliches Gasthaus war, sind schon etwas länger vorbei.
- Die Petersberghalle wurde 1990 als Mehrzweckhalle errichtet.
- Zu den Sehenswürdigkeiten zählen weiterhin der alte Schlossturm und das alte Schulgebäude.

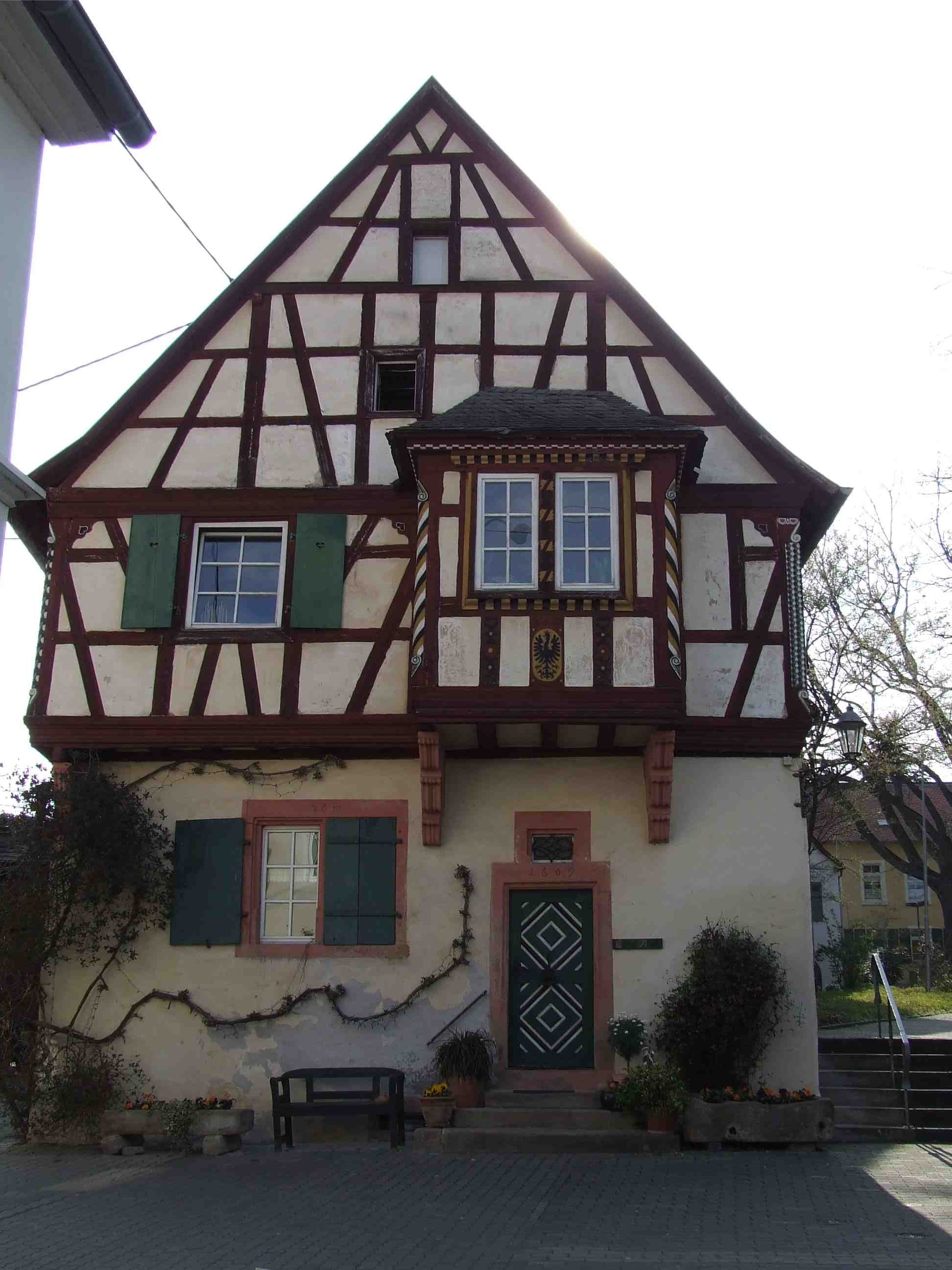
Ehemaliges Stadtschreiberhaus von Gau-Odernheim
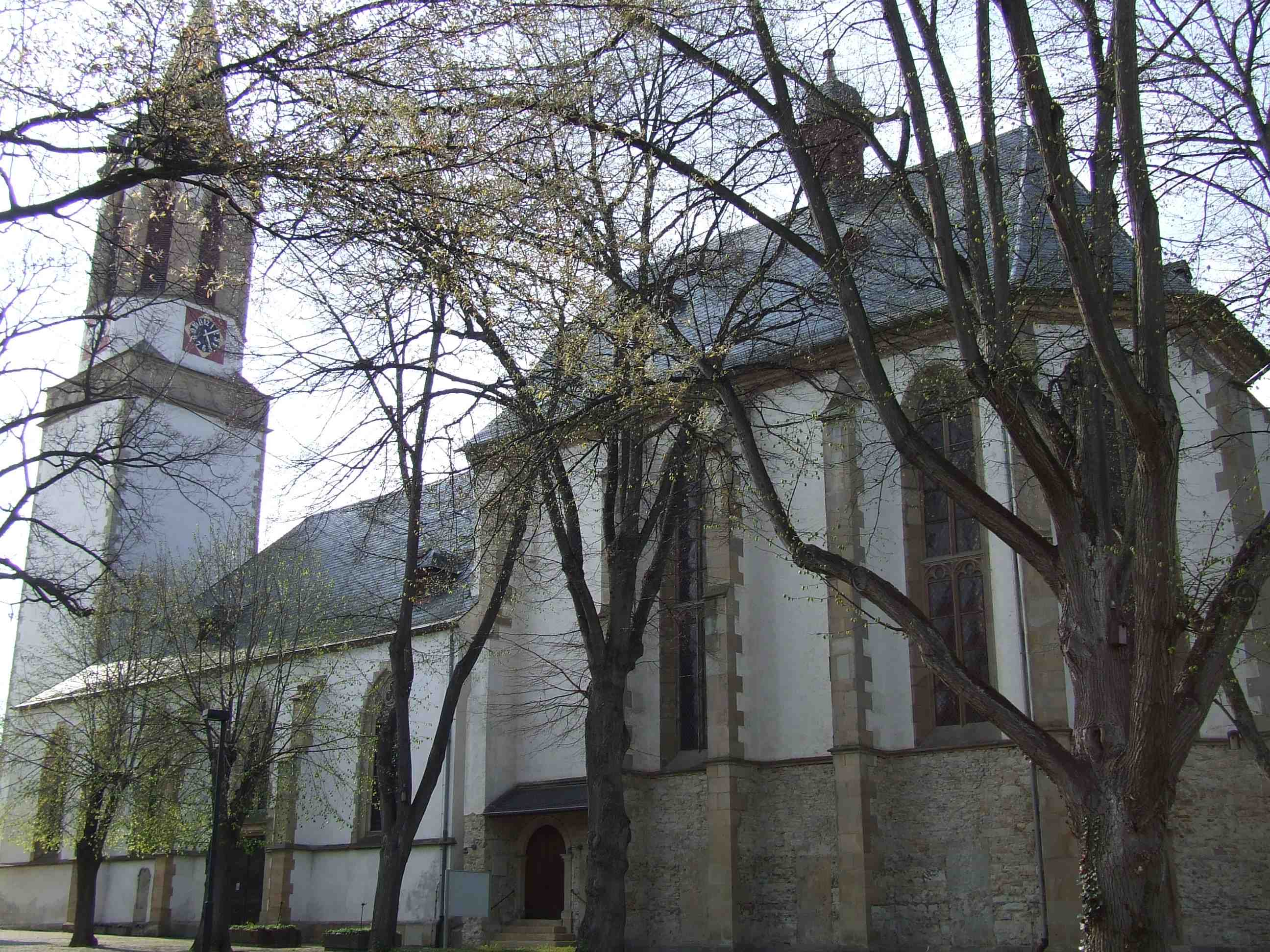
Simultankirche links evangelisch, rechts katholisch
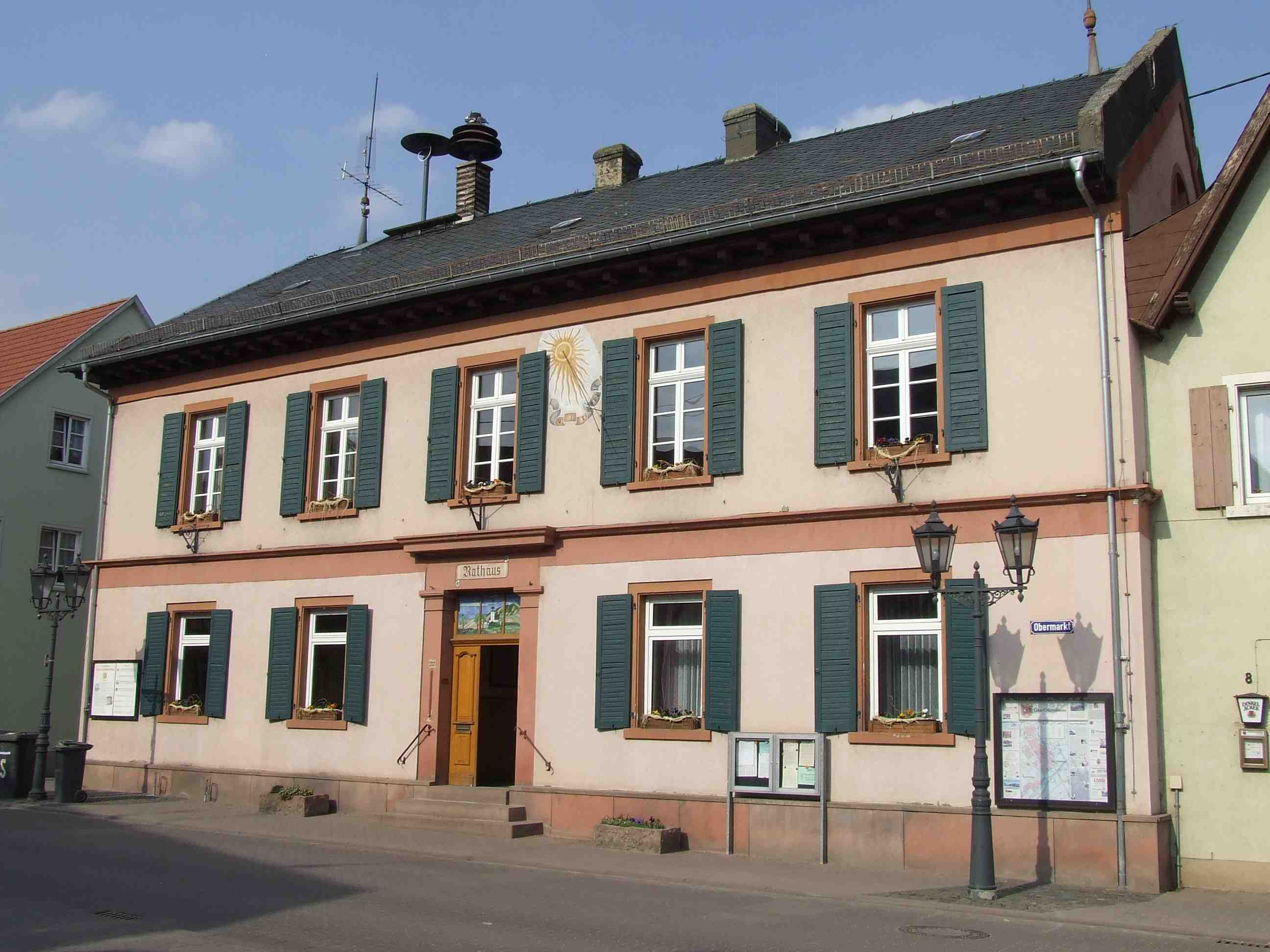
Rathaus von Gau-Odernheim
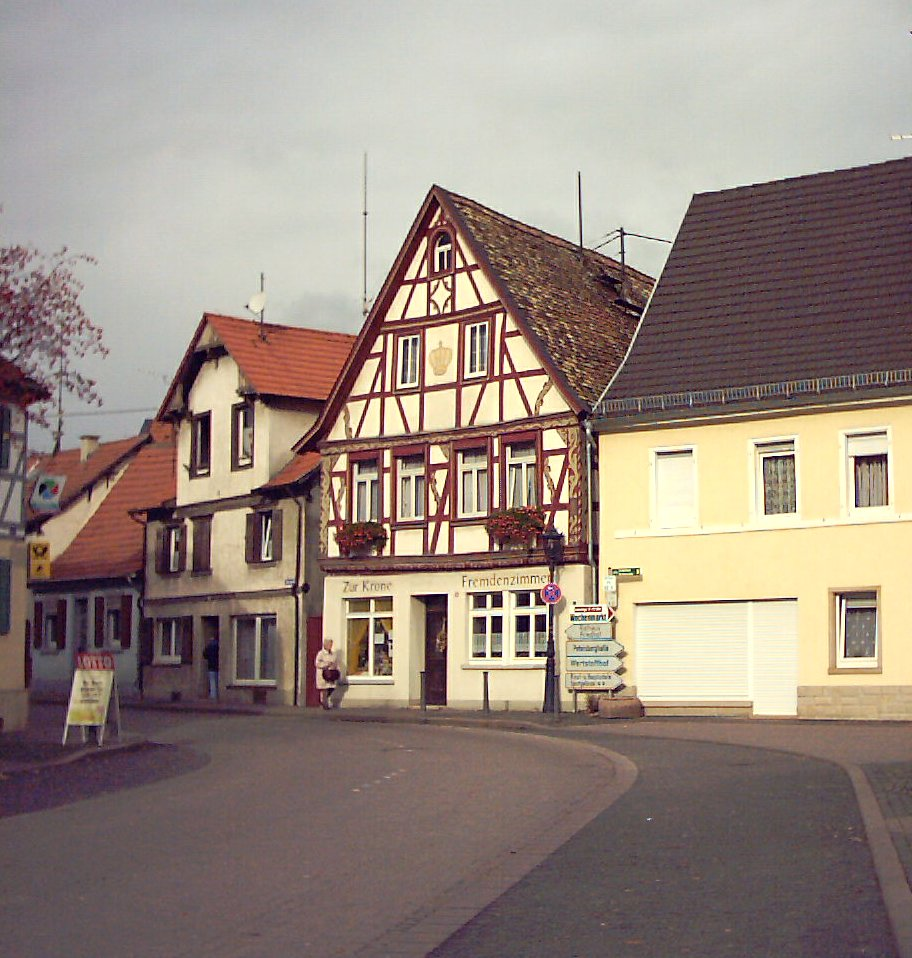
Ehemaliges Gasthaus „Zur Krone“ in Gau-Odernheim
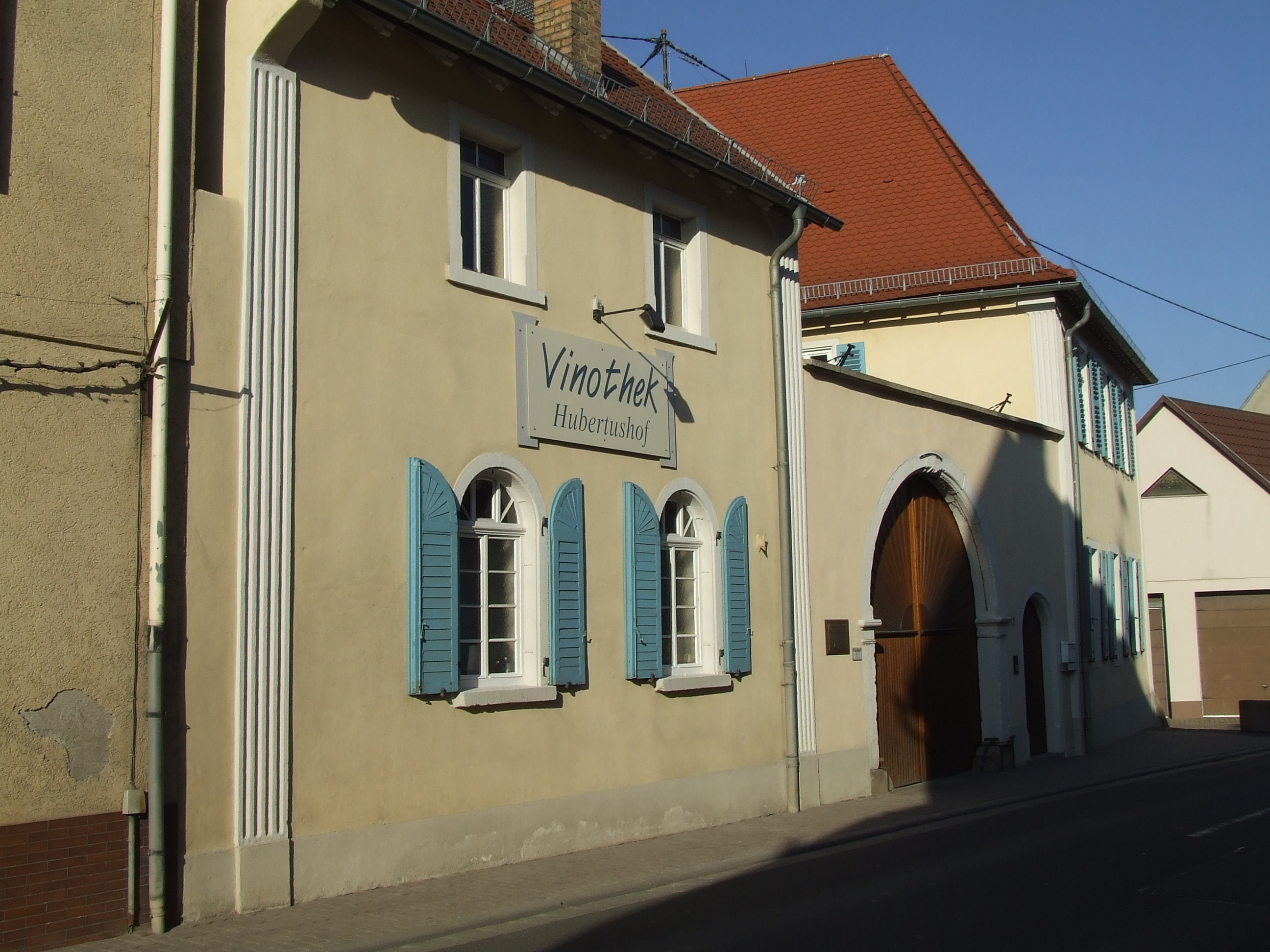
Bis 2017 genutzte „Vinothek Hubertushof“ …
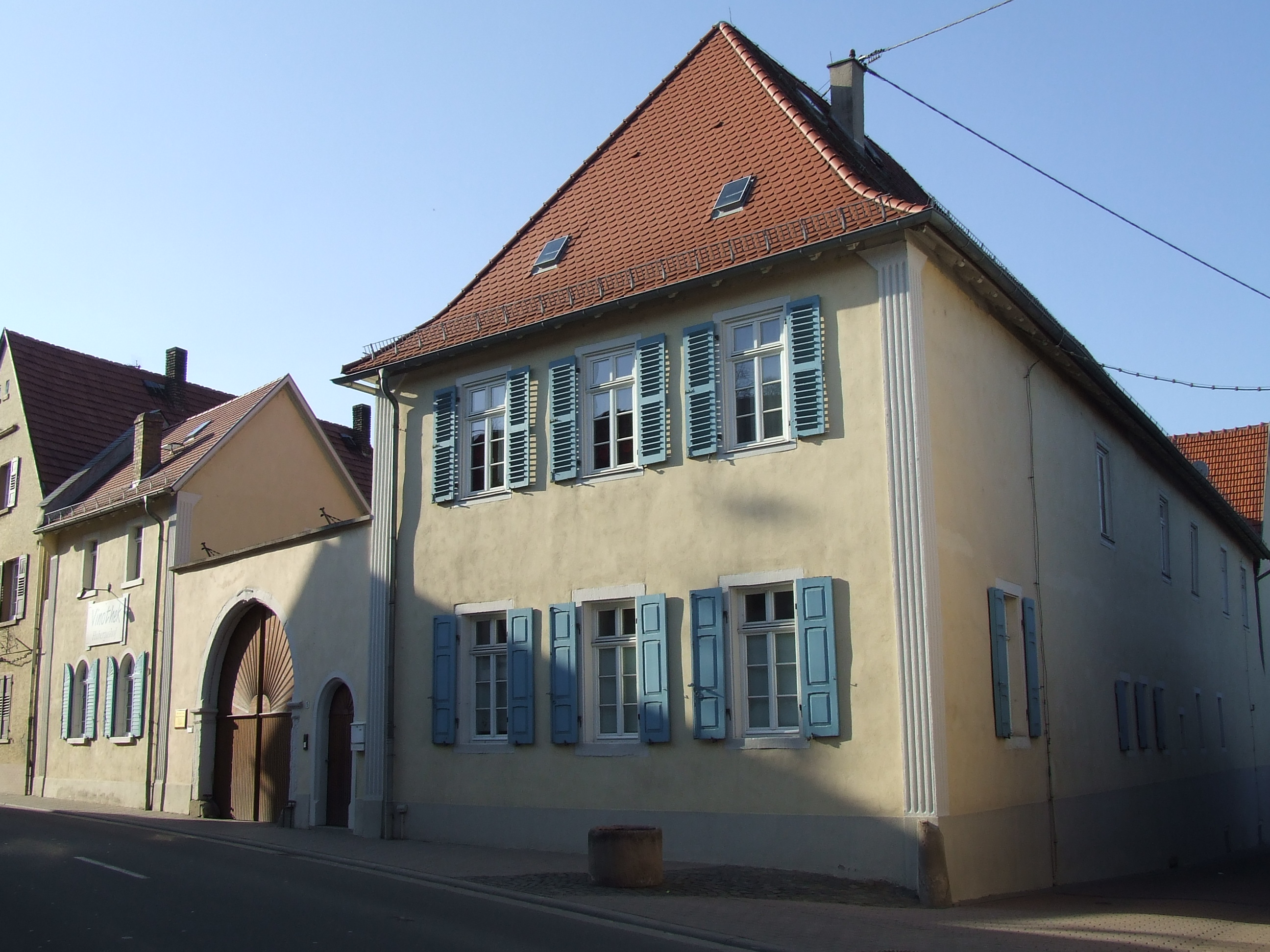
… der Vereinigten Weingüter Krebs-Grode
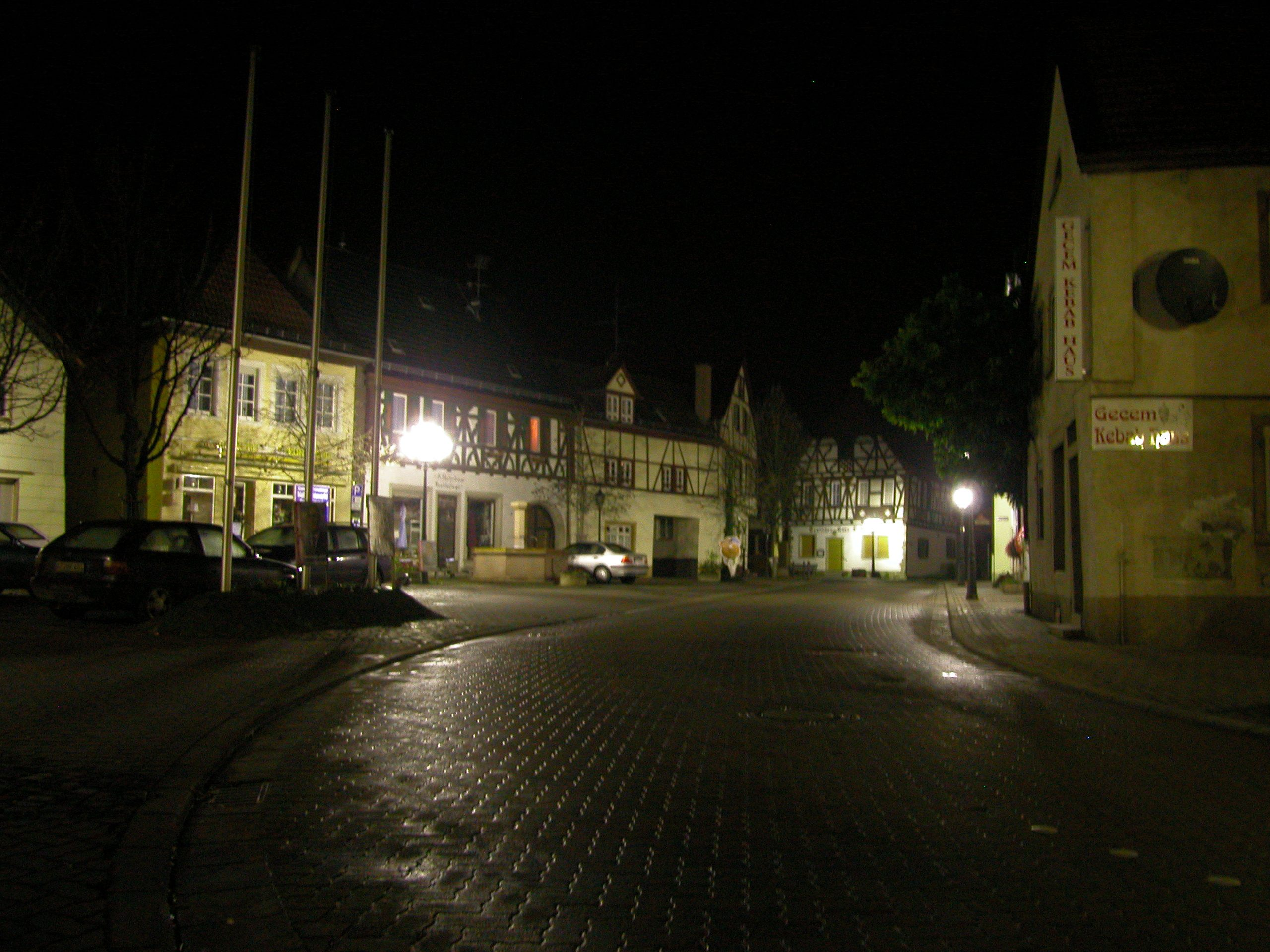
Obermarkt bei Nacht
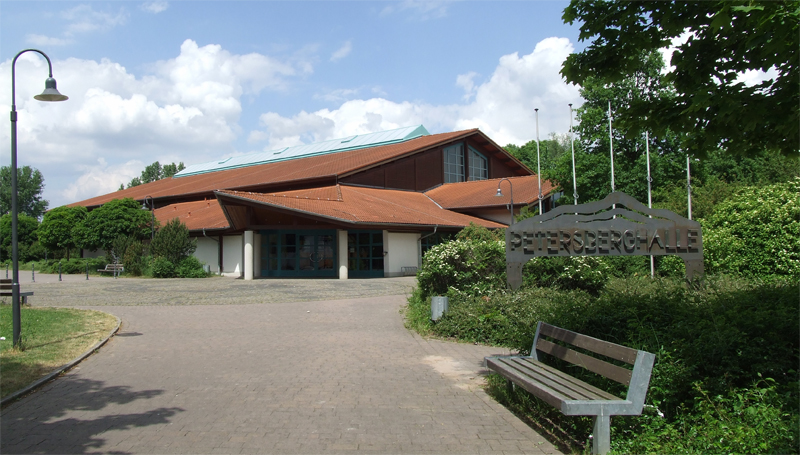
Petersberghalle

### Naturdenkmäler

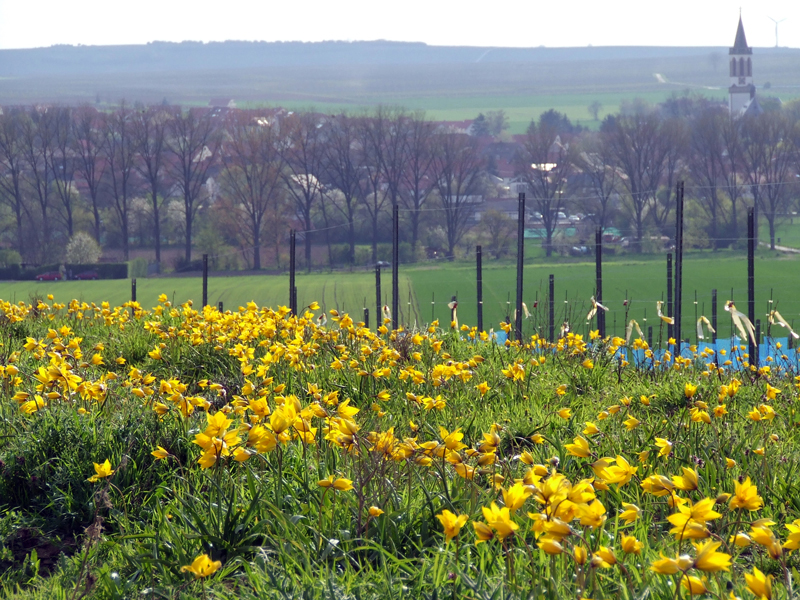
Wildtulpenbestand in den Weinbergen am Gau-Odernheimer Lieberg.

In den Weinbergen am Gau-Odernheimer Lieberg findet man die größte Ansammlung von Wildtulpen nördlich der Alpen. Zur Blüte Ende April/Anfang Mai veranstaltet die örtliche Naturschutzgruppe Gau-Odernheim e. V. jedes Jahr das Wildtulpen-Blütenfest auf ihrem Natur-Erlebnis-Platz (Nähe TSV-Gelände).

### Regelmäßige Veranstaltungen
- Fastnachtsumzug an Fastnachtssonntag (alle fünf Jahre, unter anderem 2013)
- Wildtulpen-Blütenfest alljährlich Ende April / Anfang Mai auf dem Natur-Erlebnis-Platz
- Gau-Odernheimer Markt (Ende September, Anfang Oktober)
- Weihnachtsmarkt am Samstag vor dem ersten Advent

## Wirtschaft und Infrastruktur

### Wirtschaft

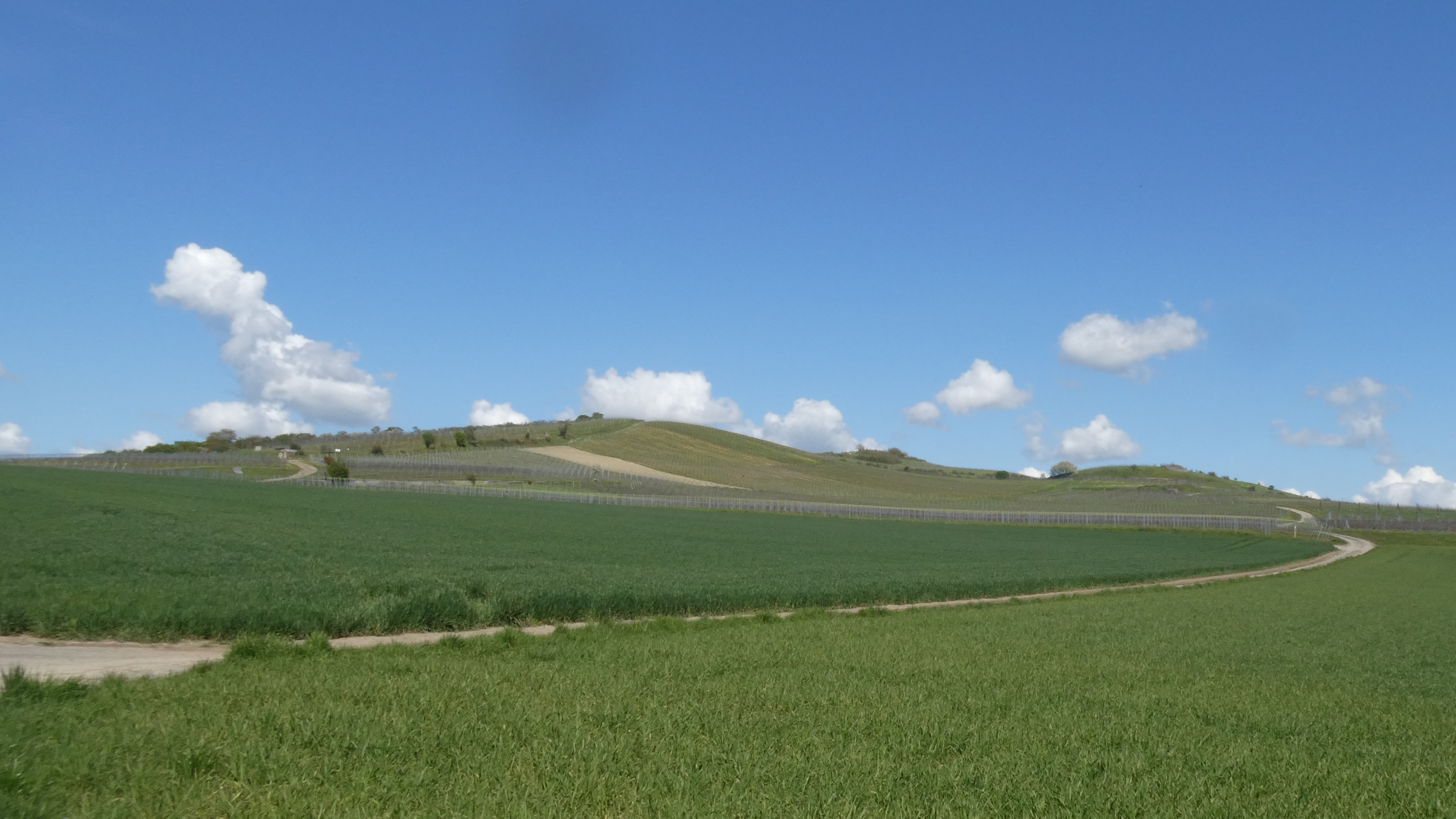
Petersberg mit Weinlage Gau-Odernheimer Herrgottspfad

Die Gemeinde ist hauptsächlich vom Weinbau und der Landwirtschaft geprägt. Die Weinlagen gehören im Weinanbaugebiet Rheinhessen zum Bereich Nierstein in der Großlage Petersberg und sind im Nordosten der Herrgottspfad, im Osten der Ölberg, im Süden das Fuchsloch und im Südwesten der Vogelsang. Darüber hinaus befindet sich am Ort ein Autohändler, vier Lebensmittelmärkte und zwei Metzgereien. Eine dieser beiden Metzgereien wurde im Jahr 2004 vom Magazin Der Feinschmecker zum Besten Metzger 2004 ausgezeichnet. 2006 wurde die Fleischwurst der gleichen Metzgerei von der Zentrag zu einer der vier besten Fleischwürste in ganz Deutschland gekürt.

### Verkehr
Die A 63 ist über die Anschlussstelle Biebelnheim nach etwa 4,5 km zu erreichen, während die Anschlussstelle Alzey der A 61 6 km entfernt ist. Die A 63 verbindet Gau-Odernheim mit Mainz und Kaiserslautern. Ludwigshafen am Rhein und die Metropolregion Rhein-Neckar sind über die A 61 zu erreichen. Nach Norden ist die A 61 eine Verbindung nach Koblenz, Mönchengladbach und bis in die Niederlande.

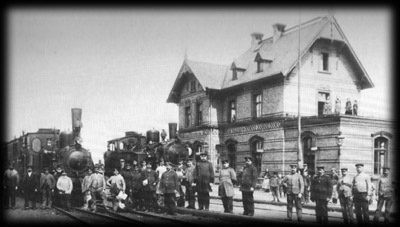
Die Amiche-Bahnstrecke in Gau-Odernheim im Jahre 1904

Gau-Odernheim liegt an der ehemaligen Bahnstrecke Bodenheim–Alzey („Amiche“), auf der jedoch seit 1985 kein Personen- und seit 1995 kein Güterverkehr mehr stattfindet. Außerdem endete hier die 1992 eingestellte Stichstrecke von Osthofen. Heute halten alle Busse im Ort, die von Mainz oder Worms nach Alzey fahren. Auf einer ehemaligen Gleisstrecke im Gau-Odernheimer Gebiet wurde im Jahr 2005 eine Ortsentlastungsstraße gebaut.

### Bildung
- Grundschule Gau-Odernheim: Die Grundschule wurde im Januar 2013 von der Robert Bosch Stiftung nominiert und im Juni 2013 als eine der besten Grundschulen mit dem Deutschen Schulpreis ausgezeichnet,[32][33][34][35] und erhielt ein Preisgeld in Höhe von 25.000 Euro.
- Realschule Plus am Alten Schloss (ehemals: Grund- und Hauptschule Gau-Odernheim)
- Heimatmuseum „Am Alten Schloss“ des Geschichtsvereins Gau-Odernheim und Umgebung e. V.

## Persönlichkeiten

### Söhne und Töchter der Gemeinde
- Edmund Diehl (1857–1923), Bürgermeister von Gau-Odernheim und Landtagsabgeordneter
- Heinrich Ritter (1891–1966), erster NSDAP-Bürgermeister im Volksstaat Hessen 1929, danach unter anderem von 1942 bis 1945 Oberbürgermeister von Mainz
- Edmund Philipp Diehl (1894–1955), Landtagsabgeordneter (NSDAP)
- Ernst Mayer, ehemaliger Schulleiter der Grund- und Hauptschule Gau-Odernheim, Autor der Ortschronikbände 3 bis 5. Träger der Verdienstmedaille des Landes Rheinland-Pfalz und der Goldenen Ehrennadel von Gau-Odernheim
- Wolf-Dietrich Schilling (* 1936), Jurist, Diplomat, Botschafter der Bundesrepublik Deutschland
- Jürgen Stark (* 31. Mai 1948 im Ortsteil Gau-Köngernheim), 2006–2012 Mitglied des Direktoriums der Europäischen Zentralbank
- Fabienne Michel (* 1994), DFB-Schiedsrichterin
- Rheinhessische Weinprinzessinnen
  - Annette Koch; 1985/1986
  - Alexandra Becker geb. Kneib; 1999/2000
  - Eva Büsser; 2001/2002
  - Kathrin Paukner; 2006/2007
  - Romina Paukner; 2019/2020

### Andere Persönlichkeiten, die mit der Gemeinde verbunden sind

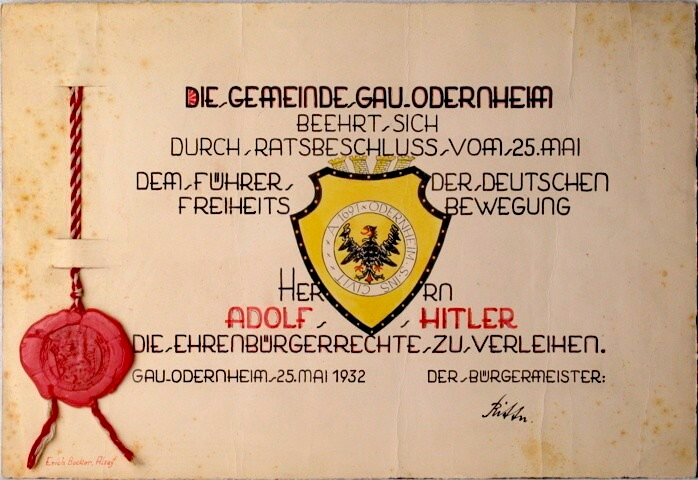
Ehrenbürgerurkunde für Adolf Hitler vom 25. Mai 1932

- Graf Ludwig III. von Arnstein (1109–1185), Prämonstratenser und Klostergründer, wird als Seliger verehrt. Er starb 1185 im untergegangenen Kloster Gommersheim, dessen Gemarkung heute zu Gau-Odernheim zählt[36]
- Jobst II Reuber (1542–1607), Besitzer des Guts Odernheim, Jurist und kurpfälzischer Kanzler
- Karl Schilling (1889–1973), Politiker (NSDAP), von 1920 bis 1937 als Arzt in Gau-Odernheim tätig
- Ernst Walter Görisch (* 1949 in Offstein), Politiker (SPD), Landrat des Landkreises Alzey-Worms
- Michael Lueg (* 1961 in Ludwigshafen am Rhein), Journalist und Hörfunkmoderator (SWR1 Rheinland-Pfalz), lebt in Gau-Odernheim

## Sonstiges
Im lokalen Dialekt heißt Gau-Odernheim „Orem“, mit lang gezogenem „O“ und nicht betontem „E“.